# Шелапутины
Шелапутины — два русских дворянских рода, происходящих из одной купеческий семьи. 

## Происхождение
Происходят из покровских купцов. Переселились в Москву в конце XVIII столетия и в 1792 году торговали в «светочном» ряду.
- Алексей Шелапутин — покровский купец
  - Дмитрий Алексеевич
    - Прокопий Дмитриевич (1777—1828) — Московский купец 1 гильдии. С сентября 1812 г. по январь 1813 г. исполнял должность Московского городского головы. 30 декабря 1824 был возведён в потомственное дворянство[1]. Первым браком был женат на Авдотье Осиповой (1786-умерла в 1811—1815 гг.), вторым браком - на Харитине Ивановне Гандуриной (ум. 1876 г.), дочери крестьянина гр. Шереметьева, Ивана Васильевича Гандурина.
      - Сын его, Дмитрий Прокофьевич, уже не состоял в купечестве.

    - Антипа Дмитриевич (1779/1789—1852/1851) — московский 1-й гильдии купец, коммерции советник, почетный гражданин, старообрядческий деятель (позднее получил звание коммерции советника). В 1812 году владел крупной шелковой фабрикой на Яузе. Одним из первых по призыву императора Александра I внес пожертвование на борьбу с неприятелем. Жена — Матрёна Андреевна (1786—1834)
      - Григорий Антипович (1815—1851), жена — Александра Петровна, ур. Молошникова (1819—1876) — из семьи Московских купцов Молошниковых.
        - Павел Григорьевич (1848—1914) — действительный статский советник, видный общественный деятель и промышленник. Был одним из учредителей товарищества Балашинской мануфактуры [1]. Всех пожертвований на просветительные и благотворительные учреждения сделано им на сумму около пяти миллионов рублей[1]. 10 января 1911 года возведён в потомственное дворянство. Имел троих сыновей, которые один за одним трагически погибли:
          - Борис Павлович (1871—1913)
          - Григорий Павлович (1872—1898) — художник.
          - Анатолий Павлович (1875—1906) — музыкант.

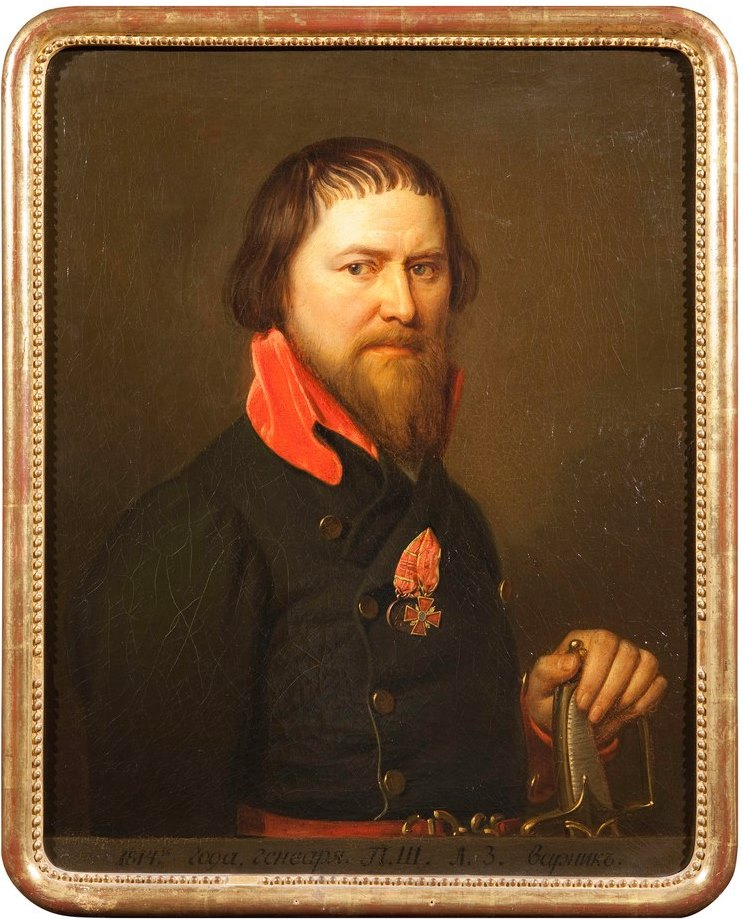
Портрет Прокопия Дмитриевича Шелапутина работы Александра Варнека,1814 г.
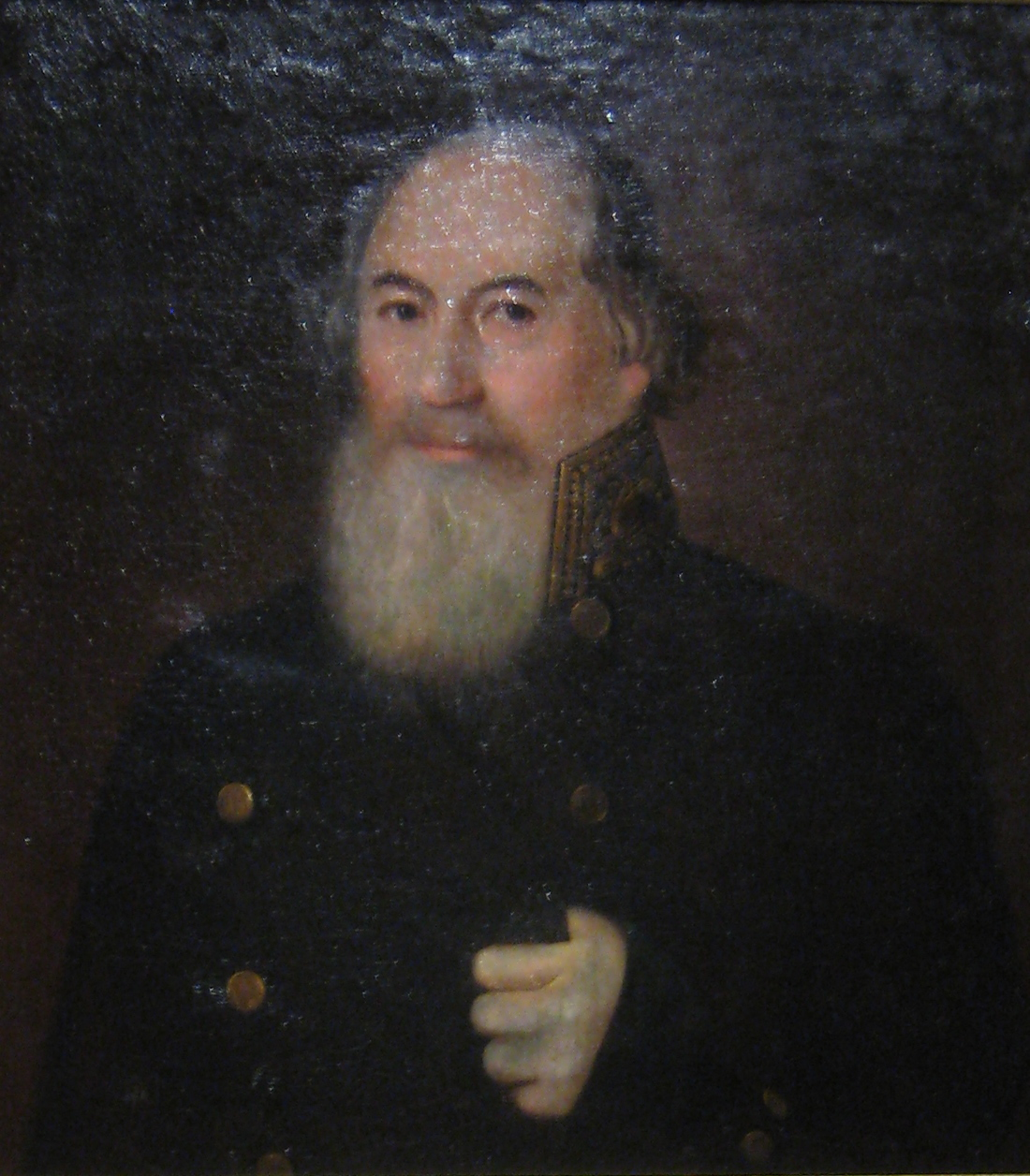
Портрет Антипы Дмитриевича Шелапутина работы Александра Варнека, 1840 г. (с оригинала неизвестного автора 1814 года)
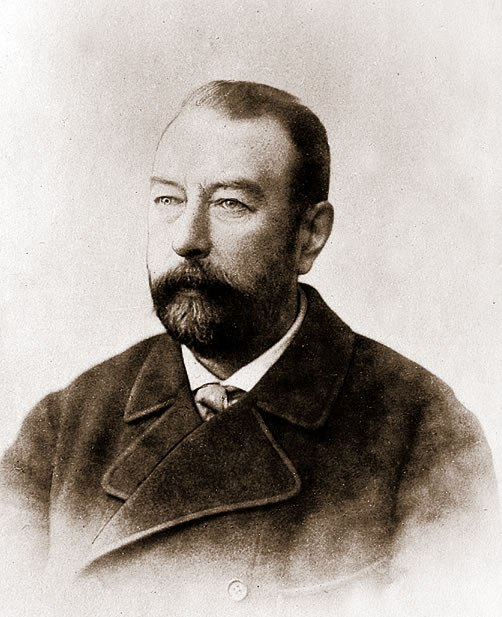
Фото Павла Григорьевича Шелапутина, около 1900 г.

## Шелапутины (пожалование 1824 г.)
Коммерции советник Прокопий Дмитриевич Шелапутин, во внимание к пожертвованию минерального кабинета в пользу Императорской Московской Медико-Хирургической Академии и усердного исполнения обязанностей, возложенных на него доверенностию купеческого общества, 30 декабря 1824 года награжден орденом Св. Анны 3 степени. 9 июня 1833 года пожалован ему с потомством диплом на дворянское достоинство.
Герб рода Шелапутиных внесен в Общий гербовник дворянских родов Всероссийской империи, часть 11, с. 62:
Щит полурассечен-пересечен. В первой, лазуревой части, трилистный золотой крест. Во второй, червленой части, серебряный якорь, с такими же кольцом и анкерштоком. В третьей, серебряной части, лазуревый волнообразный пояс, сопровождаемый двумя черными пчелами. Щит увенчан дворянскими шлемом и короною. Нашлемник: три серебряных страусовых пера. Намёт: справа - лазуревый, с золотом, слева - червленый, с серебром.

## Шелапутины (пожалование 1911 г.)
Именным высочайшим указом, данным Правительствующему Сенату в 10 января 1911 года, пожизненный почетный попечитель Московской гимназии имени Григория Шелапутина, действительный статский советник Павел Григорьевич Шелапутин, со всем нисходящим его потомством, всемилостивейше возведен в потомственное дворянское Российской Империи достоинство. Диплом на дворянское достоинство высочайше подписан в 20 февраля 1913 года. 
Герб рода Шелапутиных внесен в Общий гербовник дворянских родов Всероссийской империи, часть 19, с. 37:
Щит пересечен серебряным волнообразным поясом. В верхней лазуревой части золотой, так называемый, страстной крест, сопровождаемый по бокам таковыми же сердцами. В нижней червленой части, серебряный с анкерштоком якорь. Щит увенчан дворянским коронованным шлемом. Нашлемник: три страусовых пера, из коих среднее серебряное, обремененное червленою пчелою, правое - лазуревое, а левое - червленое. Намёт: справа лазуревый с серебром, слева - червленый с золотом.